# Priors Marston
Priors Marston is een civil parish in het bestuurlijke gebied Stratford-on-Avon, in het Engelse graafschap Warwickshire. In 2001 telde het dorp 506 inwoners.